# 高見山宗五郎
高見山 宗五郎（たかみやま そうごろう、1851年3月12日（嘉永4年2月10日） - 1914年（大正3年）7月4日）は、上総国山辺郡（現・千葉県山武郡九十九里町）出身で高砂部屋に所属した大相撲力士。本名は今関 宗次郎。身長170cm、体重79kg。最高位は関脇。

## 略歴
千鳥ヶ崎と名乗って宮相撲で活躍していたところ、東京相撲を除名され改正組を結成して活動していた同郷の初代高砂に勧誘されて響矢 宗五郎の名で改正組に加わった。1878年（明治11年）5月、東京の相撲会所と高砂が和解。響矢の処遇については会所側の幕下格の提案に対し高砂は幕内格を主張、高砂案が通って別番付幕内格付出しで初土俵を踏んだ。相撲会所との合併の際に高砂と共に奔走した影響で稽古不足であった響矢であったが、高砂の期待に応えるべく奮闘し6勝1敗1分と見事優勝相当成績を上げ師匠の面目を施した。1882年（明治15年）小結昇進と同時に高砂の前名を継ぎ高見山 宗五郎と改めた。1884年（明治17年）5月場所8日目梅ヶ谷を引き落としに破る大殊勲（梅ヶ谷現役最後の黒星）。1885年（明治18年）1月関脇に上った。170cm79kgの小兵ながら捻り、引き技を駆使し三役で活躍した。
1888年（明治21年）5月年寄5代阿武松 緑之助を襲名して二枚鑑札となる（四股名も阿武松）。1889年（明治22年）5月限り引退、年寄専務となり高砂を補佐し参謀として活躍、勝負検査役も務めた。弟子は内弟子の初代小錦八十吉を含め、浪ノ音健藏、高見山酉之助、若湊義正、綾川五郎次などを育てている1898年（明治31年）1月には病気の師匠に替わり東京大相撲協会取締に就任、1900年（明治33年）4月高砂が亡くなると2代高砂浦五郎を襲名して大相撲の重鎮として活躍した。専横により猛反発を受けた初代とは異なり温厚な人格者として周囲の信望を集めた。1909年（明治42年）相撲常設館の完成を見届けて取締を辞任、以後は別格年寄（相談役待遇）として遇された。1914年（大正3年）7月4日63歳で死去。
幕内23場所、65勝59敗28分7預71休、優勝相当成績1回。